# Nóra (keresztnév)
A Nóra arab eredetű női név (jelentése: fény, Isten az én világosságom ); az Eleonóra név rövidülése.

## Rokon nevek
- Norina:[1] a Nóra olasz eredetű becéző továbbképzése.[3]

Eleonóra, Leonóra, Lenóra

## Nóra név becézése
Nóri, Norcsa, Norka, Norci, Nonó 

## Gyakorisága
Az 1990-es években a Nóra igen gyakori név, a Norina szórványosan fordult elő, a 2000-es években a Nóra az 5-21. leggyakoribb női név, a Norina nincs az első százban.

## Névnapok
Nóra
- február 21.[3]
- július 9.[3]
- július 11.[3]
- július 12.[3]

Norina
- július 11.[3]
- szeptember 30.[3]

## Híres Nórák, Norinák
- „Nóra” utónevű személyek szócikkeinek listája a Wikidata alapján
- „Nora” utónevű személyek szócikkeinek listája a Wikidata alapján